# Felsmarch

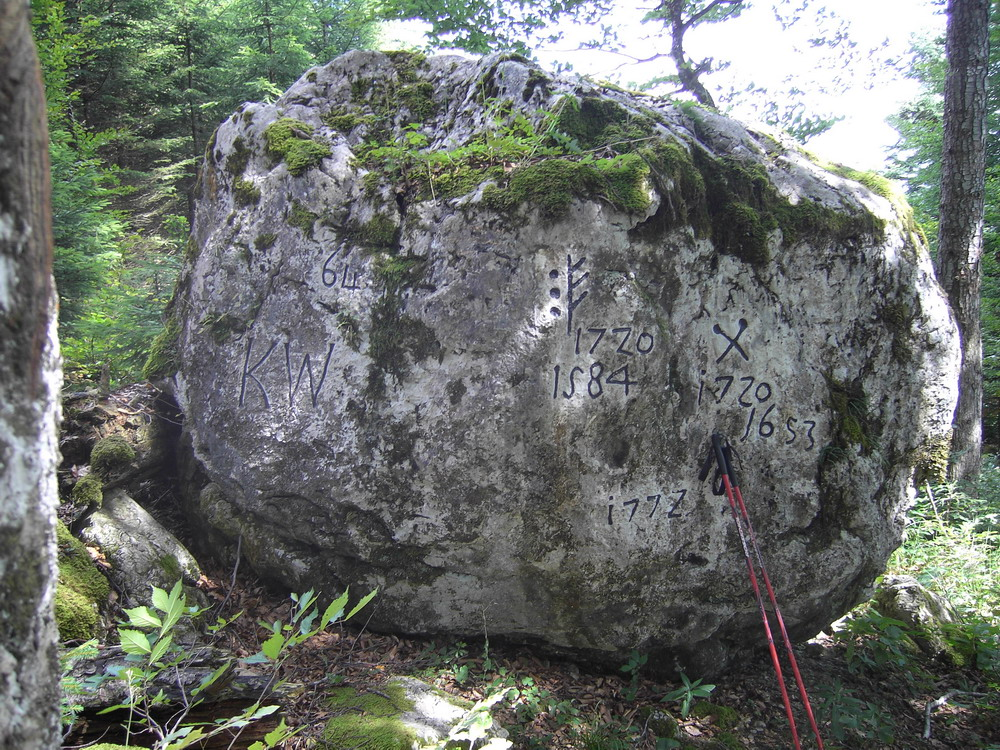
Felsmarch von 1584 am Langeneck oberhalb Jachenau

Felsmarch bezeichnet im bayerischen Dialekt Grenzmarkierungen (Kreuze, Linien, Wappen und Jahreszahlen) auf gewachsenem oder an einzelstehenden großen Felsen

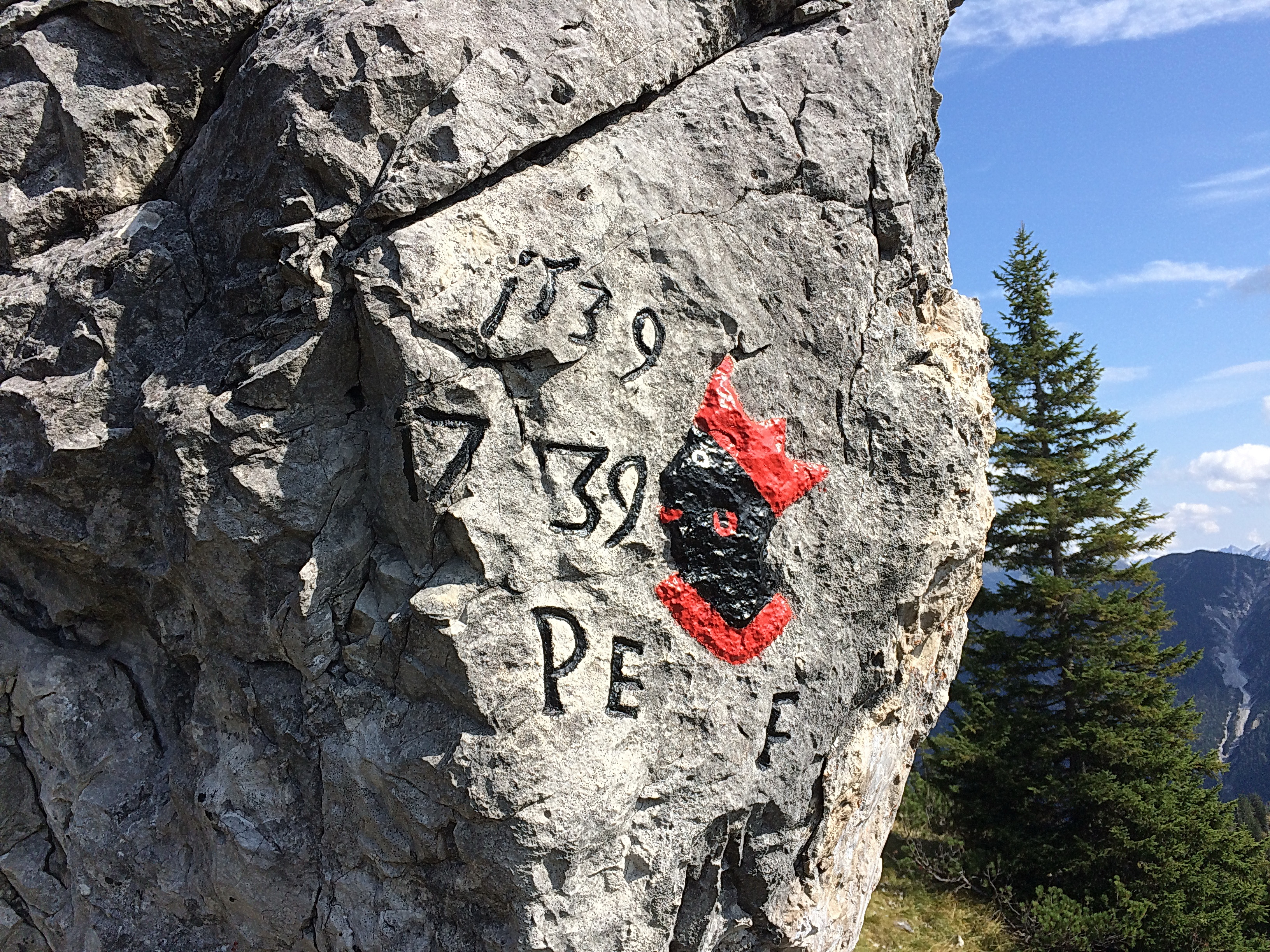
Felsmarch von 1539 auf der Grenze zwischen Bayern und der Grafschaft Werdenfels des Hochstifts Freising mit dem Freisinger Mohren am Sockel des Gipfels vom Hohen Grasberg